# Монноу
Монноу (англ. Monnow, валл. Afon Mynwy) — река в Великобритании, протекающая по юго-западу Херефордшира и на востоке Монмутшира, впадающая в реку Уай. «Один из самых лучших потоков форели на юге Великобритании»; проводятся работы по улучшению среды обитания дикой форели, в 2006 году по их результатам была получена престижная премия.
С Монноу связано название города Монмута, «устье Монноу». Уэльское название реки, Mynwy, означает «быстротечная». Город изначально был известен как Abermynwy («устье Монноу»), потом как Trefynwy («город Монноу» — «м» мутировало в «ф»), в XVII веке. Около 1300 года были построены городские стены и был укреплён мост через реку. Сейчас это пешеходный мост, единственный защищённый мост в Великобритании и один из трёх подобных в Европе.